# Corinna Schwab
Corinna Schwab (* 5. April 1999 in Schwandorf) ist eine deutsche Leichtathletin, die sich auf Langsprints und Staffelläufe spezialisiert hat.

## Berufsweg
Schwab besuchte die FOS/BOS in Amberg (Fachoberschule/Berufsoberschule) und erwarb 2017 die Fachhochschulreife mit der Note 1,6. 2018 machte sie Abitur und entschied sich für Chemnitz als Studienort und Lebensmittelpunkt, denn der dortige Olympiastützpunkt erschien ihr geeignet, um ihr Traumziel zu erreichen: Olympia 2020 in Tokio. An der Technischen Universität in Chemnitz studiert Schwab Wirtschaftswissenschaften auf Bachelor.

## Sportliche Laufbahn
Corinna Schwab spielte im Alter von sieben/acht Jahren zunächst etwas Fußball, wollte dann zur Abwechslung eine neue Sportart ausprobieren, und begann sich für den Laufsport zu interessieren, was sie zur Leichtathletik brachte.
Ihren ersten Wettkampf bestritt Schwab mit acht Jahren in Weiden in der Oberpfalz.
2014 stellte Schwab bei den bayerischen Schülermeisterschaften in Regensburg mit 42,50 Sekunden über 300 Meter Hürden einen neuen bayerischen Rekord auf. Kaum vier Wochen später wurde sie über diese Distanz Deutsche U16-Meisterin.
2015 nahm Schwab an den U18-Weltmeisterschaften in Cali teil. Mit der 4-mal-400-Meter-Staffel errang sie den 4. Platz, im 400-Meter-Hürdenlauf schied aber durch einen Sturz im Vorlauf aus. Gut zwei Wochen später wurde sie in dieser Disziplin Deutsche U18-Meisterin.
2016 trat Schwab in der Hallensaison beim 400-Meter-Lauf an und wurde Deutsche U20-Vizehallenmeisterin. Sie startete wieder international und trat mit drei Normerfüllungen für die U18-Europameisterschaften in Tiflis an. Eine Sitzbeinentzündung verhinderte jedoch schnelle Zeiten, und nach dem Vorrundenaus über 200 Meter ging sie nicht mehr an den Start.
2017 wurde Schwab erneut Deutsche U20-Vizehallenmeisterin über 400 Meter. International konnte sie in Grosseto als U20-Vizeeuropameisterin ihre erste internationale Medaille mit der 4-mal-400-Meter-Staffel holen. Über 400 Meter errang Schwab mit persönlicher Bestleistung von 53,09 s den vierten Platz. Keine zwei Wochen später wurde sie Deutsche U20-Meisterin auf der Stadionrunde.
2018 konnte Schwab nach zwei Vizemeistertiteln in den Vorjahren Deutsche U20-Hallenmeisterin über 400 Meter werden. In einem ereignisreichen letzten U20-Jahr hatte Schwab bei den U20-Weltmeisterschaften in Tampere ihre bis dato größten Erfolge: In der 4-mal-100-Meter-Staffel wurde sie gemeinsam mit Viktoria Dönicke, Sophia Junk und Denise Uphoff U20-Weltmeisterin. Mit der 4-mal-400-Meter-Staffel kam sie auf den fünften Platz und über 200 Meter errang Schwab mit persönlicher Bestleistung Platz 6. Eine Woche später holte Schwab bei den Deutschen Meisterschaften auf der Stadionrunde mit persönlicher Saisonbestleistung Bronze. Drei Wochen später konnte sie als U20 bei den Europameisterschaften in Berlin Erfahrung mit der 4-mal-400-Meter-Staffel sammeln und mit Nadine Gonska, Laura Müller, Karolina Pahlitzsch und Hannah Mergenthaler den 6. Platz belegen.
2019 folgte der Wechsel zur LG Telis Finanz Regensburg, um ihr Umfeld zu professionalisieren. In der Hallensaison kam Schwab bei den Deutschen Hallenmeisterschaften über 400 Meter auf den vierten Platz. In ihrem ersten U23-Jahr nahm sie an den World Relays, den inoffiziellen Staffelweltmeisterschaften, teil. In der Mannschaftswertung erreichte sie den vierten Platz. Mit Marc Koch, Svea Köhrbrück sowie Marvin Schlegel und einem 7. Platz half Schwab mit die 4-mal-400-Meter-Mixed-Staffel für die Weltmeisterschaften in Doha zu qualifizieren. Über 200 Meter wurde sie Deutsche U23-Vizemeisterin. Bei den Europaspielen in Minsk kam sie in der Mannschaftswertung der Leichtathleten auf Platz drei. Mit der 4-mal-400-Meter-Mixed-Staffel belegte Schwab den 5. Platz. Bronze holte sie mit der 4-mal-400-Meter-Staffel bei den U23-Europameisterschaften in Gävle. Bei den Deutschen Meisterschaften ereilte sie mit einem 10. Platz über 400 Meter das Halbfinalaus.
2020 wartete Schwab in der Hallensaison beim 22. Internationalen Hallenmeeting in Chemnitz mit zwei persönlichen Bestleistungen auf: über 60 und 200 Meter. Medaillen holte sie sich als Deutsche Hallenmeisterin über 400 Meter und Deutsche Hallenvizemeisterin mit der 4-mal-200-Meter-Staffel. In der wegen der COVID-19-Pandemie unter besonderen Hygieanforderungen spät gestarteten Freiluftsaison bestätigte sie ihre Form und wurde mit persönlicher Bestzeit von 51,73 s Deutsche Meisterin über die Stadionrunde.
2021 konnte sie mit persönlicher Bestleistung von 52,01 s ihren Deutschen Hallenmeistertitel über 400 Meter verteidigen, schied aber über diese Distanz bei den Halleneuropameisterschaften in Toruń in der Vorrunde aus.
Corinna Schwab gehörte 2015/2016 und 2016/2017 zum C-Kader des Deutschen Leichtathletik-Verbandes (DLV). Mit der Leistungssportreform kam sie 2017/2018 in den Nachwuchskader 1 U20. Mittlerweile ist sie im Perspektivkader.

## Vereinszugehörigkeiten und Trainer
Corinna Schwab startet seit dem 1. Januar 2021 für den LAC Erdgas Chemnitz. Zuvor konkurrierte sie seit 2019 für die LG Telis Finanz Regensburg, Stammverein Förderverein der LG Regensburg. Zuvor war sie beim TV Amberg. Ihre Trainer waren bis 2018 Gundy und Lutz Glaser, und seit 2019 ist es Jörg Möckel.

## Ehrungen
- 2018: Als Mitglied der Juniormannschaft des Jahres von der Stiftung Deutsche Sporthilfe für den Staffelsieg bei den U20-Weltmeisterschaften in Tampere geehrt.

## Bestleistungen
(Stand: 4. Juli 2022)
Halle
- 60 m: 7,35 s (Leipzig, 9. Februar 2022) und 7,35 s (Chemnitz, 22. Januar 2021)
- 200 m: 22,96 s (Leipzig, 9. Februar 2022)
- 300 m 36,49 s (Chemnitz, 22. Januar 2022) = deutscher Rekord
- 400 m: 51,68 s (Ostrava, 3. Februar 2022)
- 4 × 200 m: 1:36,14 min (Leipzig, 23. Februar 2020)

Freiluft
- 100 m: 11,38 s (+0,3 m/s) (Wetzlar, 10. Juli 2021)
- 200 m: 22,51 s (+0,7 m/s) (Wetzlar, 11. Juni 2022)
- 300 m: 36,43 s (Gran Canaria, 10. April 2021)
- 400 m: 50,91 s (Berlin, 25. Juni 2022)
- 4 × 100 m: 43,80 s (Tampere, 13. Juli 2018)
- 4 × 400 m: 3:24,77 min (Tokio, 5. August 2021)
- 4 × 400 m Mixed: 3:12,94 min (Tokio, 30. Juli 2021)

## Erfolge
national
- 2014: Deutsche U16-Meisterin (300 m Hürden)
- 2015: Deutsche U18-Meisterin (400 m Hürden)
- 2016: Deutsche U20-Vizehallenmeisterin (400 m)
- 2017: Deutsche U20-Vizehallenmeisterin (400 m)
- 2017: Deutsche U20-Meisterin (400 m)
- 2018: Deutsche U20-Hallenmeisterin (400 m)
- 2018: 3. Platz Deutsche Meisterschaften (400 m)
- 2019: 4. Platz Deutsche Hallenmeisterschaften (400 m)
- 2019: Deutsche U23-Vizemeisterin (200 m)
- 2020: Deutsche Hallenmeisterin (400 m)
- 2020: Deutsche Hallenvizemeisterin (4 × 400 m)
- 2020: Deutsche Meisterin (400 m)
- 2021: Deutsche Hallenmeisterin (400 m)
- 2021: Deutsche Meisterin (400 m)
- 2022: Deutsche Hallenmeisterin (400 m)
- 2022: Deutsche Meisterin (400 m)

international
- 2015: 4. Platz U18-Weltmeisterschaften (4 × 400 m Mixed)
- 2015: Vorlauf U18-Weltmeisterschaften (400 m Hürden)
- 2017: U20-Europavizemeisterin (4 × 400 m)
- 2017: 4. Platz U20-Europameisterschaften (400 m)
- 2018: U20-Weltmeisterin (4 × 100 m)
- 2018: 5. Platz U20-Weltmeisterschaften (4 × 400 m)
- 2018: 6. Platz U20-Weltmeisterschaften (200 m)
- 2018: 6. Platz Europameisterschaften 2018 (4 × 400 m)
- 2019: 3. Platz Europaspiele (Mannschaftswertung Leichtathletik)
- 2019: 5. Platz Europaspiele (4 × 400 m Mixed)
- 2019: 3. Platz U23-Europameisterschaften (4 × 400 m)
- 2019: 4. Platz World Relays (Mannschaft)
- 2019: 7. Platz World Relays (4 × 400 m Mixed)
- 2021: 20. Platz Halleneuropameisterschaften (400 m)
- 2021: 6. Platz World Relays (4 × 400 m)
- 2021: Finale Olympische Sommerspiele 2020 (4 × 400 m Mixed)